# حصار النجف (1803)
حصار النجف والحلة 1801-1810، كانت تعتبر الهجمة الثالثة للسعوديين على النجف و الحله وكانت أعنفها الهجمات حدثت عام 1803م حيث دافع النجفيون دفاعا ً عنيفاً حيث أوشك الوهابيون أن ينجحوا بغارتهم المفاجأة على النجف وان بعض النجفين فشلو في التصدي للوهابيه واستطاع بعض الوهابيه دخول المدينه ولكنهم خرجو منها . 
التجهز لي هجوم

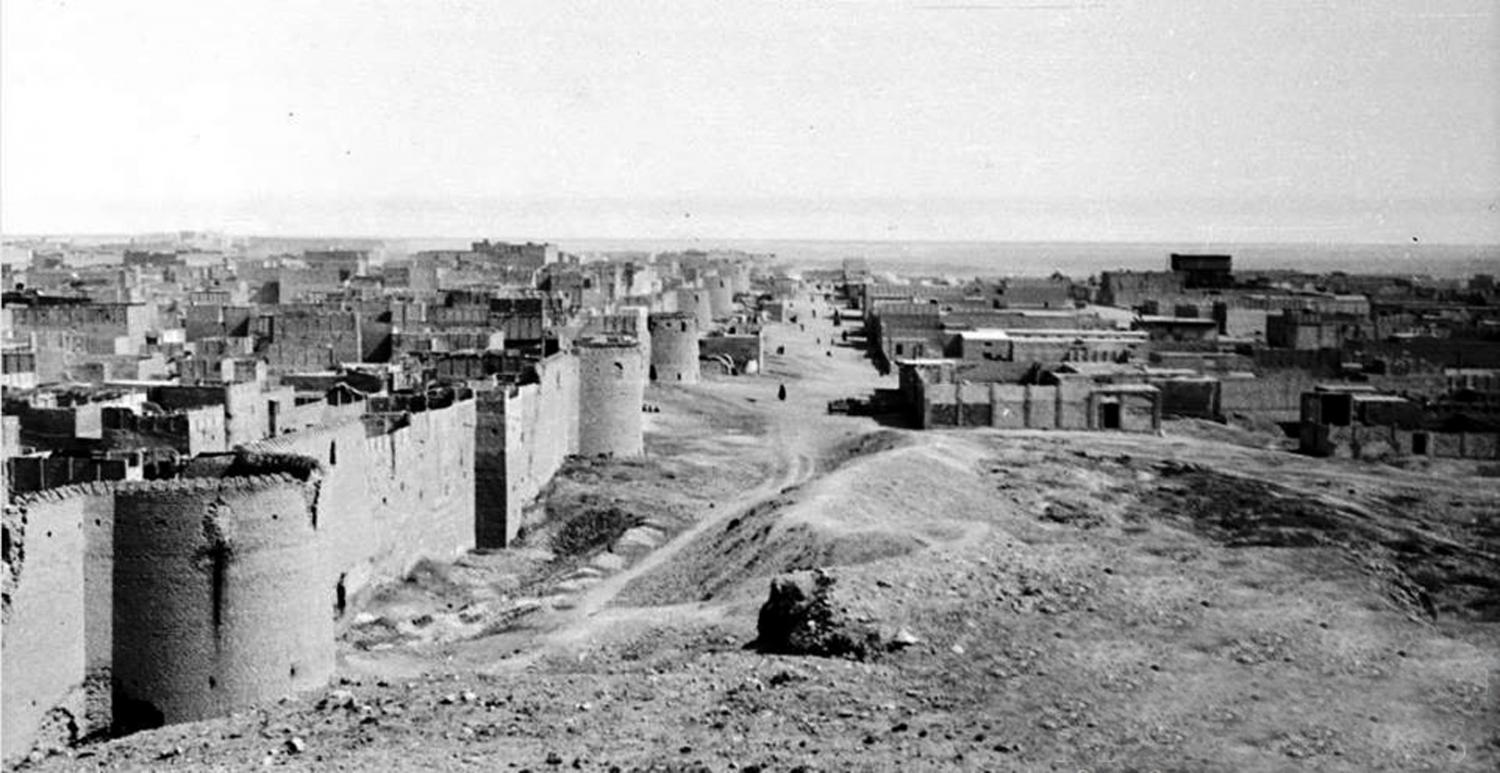
سور النجف

انتدب كاشف الغطاء الصدر الأعظم محمد حسين خان (وزير فتح علي شاه) ببناء سور محصن للمدينة وفعلا فقد بدأ العمل ببناءه سنة 1218 ه‍ / 1803 م، واستمر العمل فيه ما يقارب العقد من الزمن فأصبحت النجف بسببه بلدة محصنة يصعب اقتحامها حيث تضمن خندقا عميقا، وأبراجا، ومراصد، ومخافر، وجعلت في طبقاته منافذ مختلفة لوضع فوهات المدافع البنادق.
1. ↑  الغريري، أحمد ناجي نعمة (2017). "أثر أسرة أل كاشف الغطاء في شخصية الشيخ علي كاشف الغطاء صاحب الحصون المنيعة". آداب الكوفة: 207. DOI:10.36317/0826-010-031-009.
2. 1 2  منهج الرشاد لمن أراد السداد - الشيخ جعفر كاشف الغطاء - الصفحة ٥١١.
3. ↑  أربعة قرون من تأريخ العراق الحديث ج3 ص247.
4. ↑  كشف الارتياب في أتباع محمد بن عبد الوهاب - السيد محسن الأمين - الصفحة ٢٠.
5. ↑  "غارات الوهابييون على النجف الأشرف". مؤرشف من الأصل في 2025-01-21.
6. ↑  "هجوم الوهابيين على المراقد المقدسة في العراق". مؤرشف من الأصل في 2025-01-21.